# Кравцова, Зоя Ивановна
Зоя Ивановна Кравцо́ва (13 [26] марта 1906, Нижний Тагил, Пермская губерния — 11 января 1995, Екатеринбург) — советский геолог, первооткрыватель месторождения графита.

## Биография
Родилась 13 (26 марта) 1906 года в посёлке Нижнетагильского завода Верхотурского уезда Пермской губернии.
Окончила Свердловский горный институт (1931).
В 1928—1956 — геолог, старший геолог, начальник партий, старший инженер в Уральском геологическом управлении.
Участница открытия и разведки (1939—1941) Тайгинского месторождения чешуйчатого графита (Челябинская область), Калмацкого и Копанского месторождений кислотоупорного антофиллит-асбеста (1941—1942). Директор геологической службы III ранга.
Автор монографии «Графиты Урала» (1952).
Умерла 11 января 1995 года в Екатеринбурге. Похоронена на Лесном кладбище Екатеринбурга.

## Награды и премии
- Сталинская премия третьей степени (1948) — за открытие, разведку и промышленное освоение крупных месторождений высококачественного графита на Урале
- орден Трудового Красного Знамени (1950)
- две медали «За трудовую доблесть» (1944, 1949)
- Первооткрыватель месторождения (1969).

## Память
Её именем названа улица в поселке Тайгинка, в Кыштыме.